# سرطان مهبل

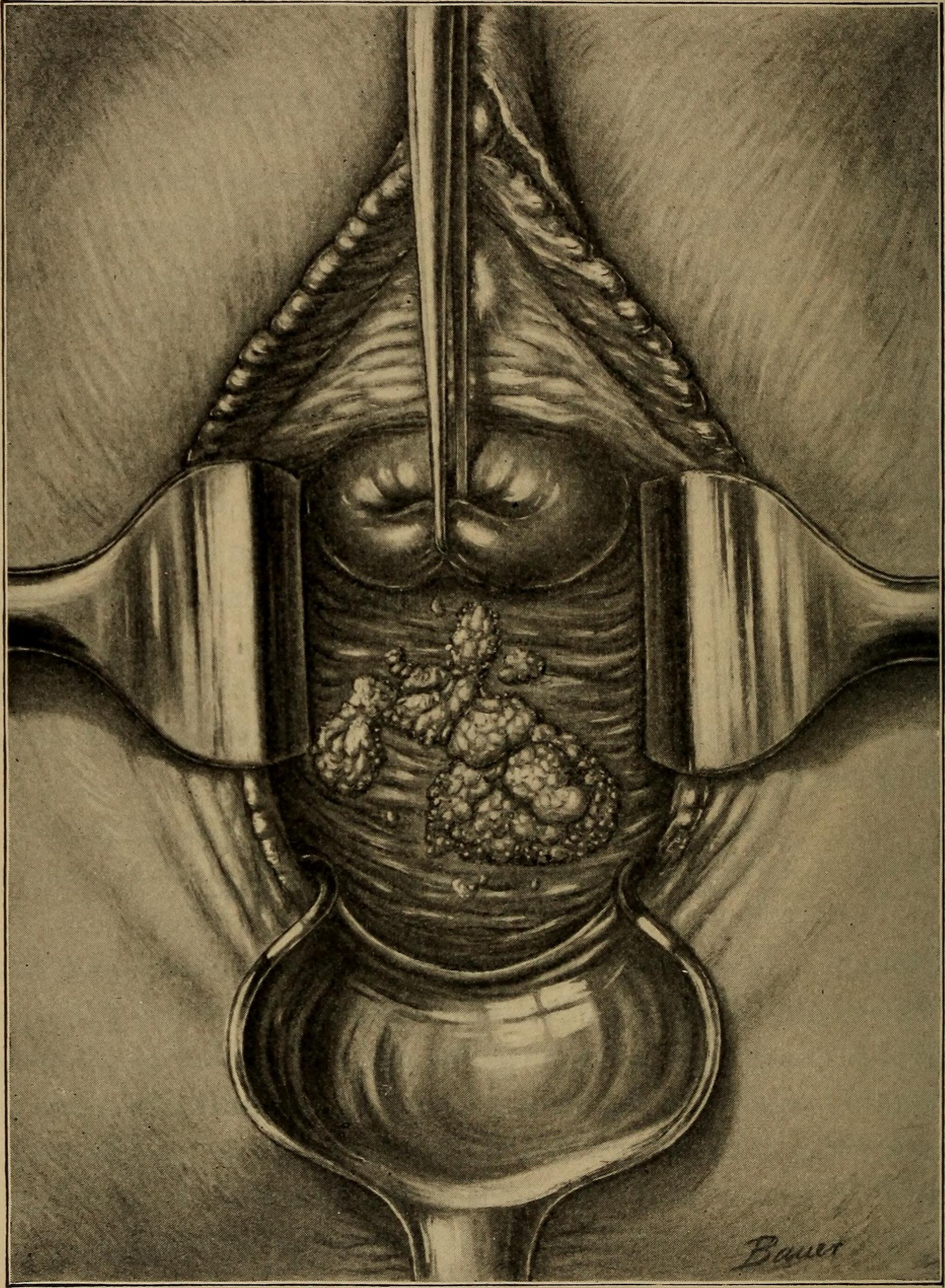
شکل قدیمی سرطان۱۹۱۱

سرطان واژن عبارت است از رشد بدون کنترل سلول‌های بدخیم در واژن یا فرج.

## علایم شایع
1. خارش وولو
2. ترشحات مایل به صورتی از واژن
3. خونریزی غیرطبیعی واژن
4. ناراحتی یا خونریزی با مقاربت
5. ضایعات کوچک یا بزرگ، سفت، زخمی و بدون درد وولو.
6. ناراحتی در ادرار کردن در صورت گسترش سرطان به مثانه
7. خونریزی مقعد در صورت گسترش به مقعد